# Fremskridtspartiet (Island)
Fremskridtspartiet (islandsk: Framsóknarflokkurinn) er et politisk parti i Island med rødder i bondebevægelsen. Det tilhører den politiske midte og har deltaget i koalitionsregeringer både mod venstre og højre.
Partiet blev etableret i 1916, da Bændaflokkurinn (Bondepartiet) og Óháðir bændur (Uafhængige bønder) slog sig sammen. I mellemkrigstiden var det Islands største parti, delvis pga. valgsystemet der favoriserede landdistrikterne, og ledede de fleste regeringer. Efter grundlæggelsen af republikken Island i 1944 har urbaniseringen gjort, at Selvstændighedspartiet har overtaget den dominerende rolle, og en valgreform i 1959 svækkede Fremskridtspartiet yderligere. Partiets nøgleposition i midten af islandsk politik gør dog, at det stadig er med i de fleste regeringer og har haft statsministerposten flere gange, senest i valgperioden 2013-16.
I øjeblikket deltager Fremskridtspartiet i en bred koalition hen over midten med Venstrepartiet - De Grønne og Selvstændighedspartiet i hvilken partiets nuværende formand Sigurður Ingi Jóhannsson er trafik- og kommunalmister.

## Partiprogram
Framsoknarflokkurinn er et liberalt reformparti, der på grundlag af samarbejde og ligeret arbejder for varige reformer og løsninger på samfundets fælles anliggender. Partiet værner om Islands politiske, økonomiske og kulturelle selvstændighed, baseret på demokrati, parlamentarisme og retssikkerhed.
Partiet vil bidrage til, at alle samfundsborgere, der vil fremføre et argument i forbindelse med løsning af samfundsmæssige spørgsmål, vil få mulighed for at udtrykke sig, sige sin mening og forsøge at få andre til at indse dens rigtighed, før en beslutning bliver taget.
Framsoknarflokkurinn søger at videregive et samfund til den næste generation, som er bedre end det, den selv fik i arv, et bedre liv, flere muligheder og en rigere kultur, et samfund, hvor menneskelige værdier vurderes højere end pengeværdier og arbejde, og hvor viden og initiativ værdsættes højere end pengedyrkelse og finansiel virksomhed.

## Partiledere
- Ólafur Briem, 1916-1920
- Sveinn Ólafsson, 1920-1922
- Þorleifur Jónsson, 1922-1928
- Tryggvi Þórhallsson, 1928-1932
- Ásgeir Ásgeirsson, 1932-1933
- Sigurður Kristinsson, 1933-1934
- Jónas frá Hriflu, 1934-1944
- Hermann Jónasson, 1944-1962
- Eysteinn Jónsson, 1962-1968
- Ólafur Jóhannesson 1968-1979
- Steingrímur Hermannsson, 1979-1994
- Halldór Ásgrímsson, 1994-2006
- Jón Sigurðsson 2006-2007
- Guðni Ágústsson 2007-2008
- Valgerður Sverrisdóttir 2008-2009
- Sigmundur Davíð Gunnlaugsson 2009-2016
- Sigurður Ingi Jóhannsson 2016-

## Valgresultater
| Valg           | Stemmer  | Stemmer | Mandater | Mandater |
| Valg           | Antal    | %       | Antal    | +/-      |
| -------------- | -------- | ------- | -------- | -------- |
| 1923           | 8.062    | 26,6    | 12       | +5       |
| 1927           | 9.962    | 30,3    | 19       | +7       |
| 1931           | 13.840   | 35,0    | 23       | +4       |
| 1933           | 8.530,5  | 23,9    | 14       | -9       |
| 1934           | 11.313   | 21,8    | 15       | +1       |
| 1937           | 14.556,5 | 24,6    | 19       | +4       |
| 1942 (juli)    | 16.033   | 27,6    | 20       | +1       |
| 1942 (oktober) | 15.868   | 26,4    | 15       | -5       |
| 1946           | 15 429   | 23,1    | 13       | -2       |
| 1949           | 17.659   | 24,5    | 17       | +4       |
| 1953           | 28.738   | 21,9    | 16       | -1       |
| 1956           | 12.925   | 15,6    | 17       | +1       |
| 1959 (juni)    | 23.061   | 27,2    | 19       | +2       |
| 1959 (oktober) | 21.882   | 25,7    | 17       | -2       |
| 1963           | 25.217   | 28,2    | 19       | +2       |
| 1967           | 27.029   | 28,1    | 18       | -1       |
| 1971           | 26,645   | 25,3    | 17       | -1       |
| 1974           | 28,381   | 24,9    | 17       | -        |
| 1978           | 20,656   | 16,9    | 12       | -5       |
| 1979           | 30.861   | 24,9    | 17       | +5       |
| 1983           | 24,095   | 19,0    | 14       | -3       |
| 1987           | 28.902   | 18,9    | 13       | -1       |
| 1991           | 29.866   | 18,9    | 13       | -        |
| 1995           | 38.485   | 23,3    | 15       | +2       |
| 1999           | 30.415   | 18,4    | 12       | +3       |
| 2003           | 30.415   | 17,7    | 12       | -        |
| 2007           | 21.349   | 11,7    | 7        | -5       |
| 2009           | 27.699   | 14,8    | 9        | +2       |
| 2013           | 46.173   | 24,4    | 19       | +10      |
| 2016           | 21,791   | 11,5    | 8        | -11      |
| 2017           | 21,016   | 10,7    | 8        | 0        |

## Ekstern henvisning
- Framsóknarflokkurinns hjemmesider, kilde Arkiveret 20. april 2009 hos  Wayback Machine